# Lancia Rally 037
La Lancia Rally 037 è un'autovettura sportiva costruita dalla casa automobilistica italiana Lancia, dal 1982 al 1983, nello stabilimento Lancia di Borgo San Paolo a Torino per partecipare al Campionato del mondo rally.

## Storia

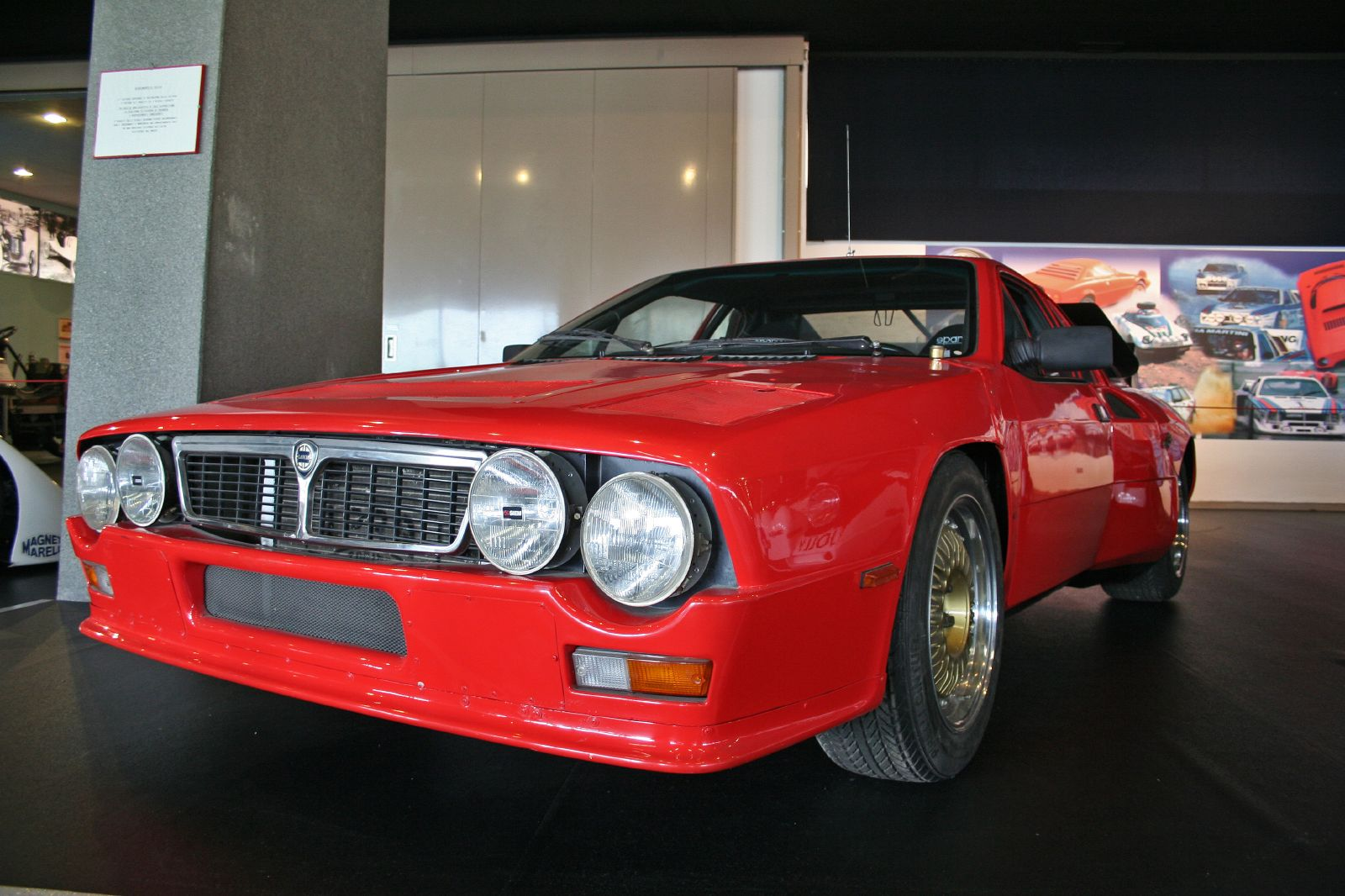
Il prototipo Lancia Abarth SE037

Sergio Limone fu il responsabile del progetto SE037 e fu Cesare Fiorio, il direttore sportivo Fiat, ad annunciare nel 1981 la nascita di un nuovo modello per il rally a causa dei cambiamenti nel regolamento.
Il progetto fu sostenuto da una collaborazione tra Lancia, Pininfarina, Dallara e Abarth, riprendendo l'evoluzione della Fiat 030 realizzata dalla Abarth nel 1974 e fu presentato al 59º Salone dell'automobile di Torino nel 1982.
In sostanza si trattava di una vettura progettata in Abarth, sulla base del telaio della Lancia Beta Montecarlo Turbo da pista prodotto da Dallara e carrozzato in Pininfarina. All'inizio del progetto non era ancora stato deciso quale marchio sarebbe stato assegnato alla vettura.
La versione stradale non riscosse particolare successo e neppure fu cercato, visto che per l'omologazione nel gruppo B erano necessari solamente 200 esemplari del modello.
Montava un quattro cilindri in linea da 1995 cm³ di cilindrata, 16 valvole e sovralimentato da un compressore volumetrico volumex che sviluppava, di serie, 205 CV capaci di spingere la 037 a oltre 220 km/h e di farle raggiungere i 100 km/h da ferma in meno di 7 secondi. Rispetto alla "Montecarlo" era anche montato longitudinalmente anziché trasversalmente (variazione fatta con cilindrata e sovralimentazione diversa anche sulla coeva Lancia LC1 da endurance)
La 037 aveva però il difficile compito di sostituire la gloriosa Fiat 131 Abarth Rally che aveva raccolto numerosi successi. Si decise di scartare il sistema di turbocompressore in virtù di un compressore volumetrico sviluppato dall'Abarth e si sviluppò un telaio estremamente semplice e munito di sospensioni a quadrilatero come per i modelli da pista anziché del tipo MacPherson come sulla 131. Per risparmiare tempo e sui costi si pensò di usare il telaio già esistente, la Lancia Beta Montecarlo, versione sportiva della vettura che aveva avuto un grande successo, anche negli USA dove era venduta come "Scorpion". Il telaio era stato realizzato presso Dallara, partendo dalla base della versione silhouette che disputava il mondiale marche.
La versione da gara colse numerose affermazioni in campo rallystico, tra cui il titolo mondiale del 1983. Fu l'ultima auto a 2 ruote motrici a vincere il mondiale rally e fu anche l'unica a prevalere sulle più avanzate auto a trazione integrale.
Costituì anche la base di sperimentazione per il propulsore Volumex + turbo della futura Lancia Delta S4 (Abarth SE038) con il prototipo denominato "Mazinga".

## Caratteristiche tecniche
| Caratteristiche tecniche - Lancia Rally 037 versione stradale                                                | Caratteristiche tecniche - Lancia Rally 037 versione stradale | Caratteristiche tecniche - Lancia Rally 037 versione stradale | Caratteristiche tecniche - Lancia Rally 037 versione stradale | Caratteristiche tecniche - Lancia Rally 037 versione stradale | Caratteristiche tecniche - Lancia Rally 037 versione stradale |
| --- | --- | --- | --- | --- | --- |
| | | | | | |
| Configurazione                                                                                               | | | | | |
| Carrozzeria: Berlinetta                                                                                      | Carrozzeria: Berlinetta | Posizione motore: centrale longitudinale | Posizione motore: centrale longitudinale | Trazione: posteriore | Trazione: posteriore |
| Dimensioni e pesi                                                                                            | | | | | |
| Ingombri (lungh.×largh.×alt. in mm): 3915 × 1850 × 1245                                                      | Ingombri (lungh.×largh.×alt. in mm): 3915 × 1850 × 1245 | Ingombri (lungh.×largh.×alt. in mm): 3915 × 1850 × 1245 | Ingombri (lungh.×largh.×alt. in mm): 3915 × 1850 × 1245 | Diametro minimo sterzata: | Diametro minimo sterzata: |
| Interasse: 2445 mm                                                                                           | Interasse: 2445 mm | Carreggiate: anteriore ? - posteriore ? mm | Carreggiate: anteriore ? - posteriore ? mm | Altezza minima da terra: | Altezza minima da terra: |
| Masse | / in ordine di marcia: 1.170 kg | / in ordine di marcia: 1.170 kg | / in ordine di marcia: 1.170 kg | / in ordine di marcia: 1.170 kg | / in ordine di marcia: 1.170 kg |
| Meccanica | | | | | |
| Tipo motore: Abarth tipo 232ar4, 4 cilindri in linea, raffreddamento forzato con pompa e radiatore anteriore | Tipo motore: Abarth tipo 232ar4, 4 cilindri in linea, raffreddamento forzato con pompa e radiatore anteriore | Tipo motore: Abarth tipo 232ar4, 4 cilindri in linea, raffreddamento forzato con pompa e radiatore anteriore | Cilindrata: (Alesaggio e corsa: 84 x 90 mm) totale 1.995 cm³ | Cilindrata: (Alesaggio e corsa: 84 x 90 mm) totale 1.995 cm³ | Cilindrata: (Alesaggio e corsa: 84 x 90 mm) totale 1.995 cm³ |
| Distribuzione: Doppio albero a camme in testa comandato mediante cinghia                                     | Distribuzione: Doppio albero a camme in testa comandato mediante cinghia | Distribuzione: Doppio albero a camme in testa comandato mediante cinghia | Alimentazione: sovralimentazione Abarth Volumex con pressione tra 0,60 e 0,90 bar, carburatore doppio corpo Weber 40DCNVH 15/250                                                                                          | Alimentazione: sovralimentazione Abarth Volumex con pressione tra 0,60 e 0,90 bar, carburatore doppio corpo Weber 40DCNVH 15/250                                                                                          | Alimentazione: sovralimentazione Abarth Volumex con pressione tra 0,60 e 0,90 bar, carburatore doppio corpo Weber 40DCNVH 15/250                                                                                          |
| Prestazioni motore                                                                                           | Potenza: 205 CV a 7000 rpm / Coppia: 23 kgm a 5000 rpm | Potenza: 205 CV a 7000 rpm / Coppia: 23 kgm a 5000 rpm | Potenza: 205 CV a 7000 rpm / Coppia: 23 kgm a 5000 rpm | Potenza: 205 CV a 7000 rpm / Coppia: 23 kgm a 5000 rpm | Potenza: 205 CV a 7000 rpm / Coppia: 23 kgm a 5000 rpm |
| Accensione: elettronica a scarica induttiva Marelli AEI 200 A                                                | Accensione: elettronica a scarica induttiva Marelli AEI 200 A | Accensione: elettronica a scarica induttiva Marelli AEI 200 A | Impianto elettrico: | Impianto elettrico: | Impianto elettrico: |
| Frizione: Monodisco a secco, diametro 230 mm con comando idraulico a pedale                                  | Frizione: Monodisco a secco, diametro 230 mm con comando idraulico a pedale | Frizione: Monodisco a secco, diametro 230 mm con comando idraulico a pedale | Cambio: tipo ZF Fiat-Abarth ad innesti frontali, cinque rapporti più retromarcia | Cambio: tipo ZF Fiat-Abarth ad innesti frontali, cinque rapporti più retromarcia | Cambio: tipo ZF Fiat-Abarth ad innesti frontali, cinque rapporti più retromarcia |
| Telaio | | | | | |
| Corpo vettura                                                                                                | Scocca portante in acciaio in posizione di cellula centrale e telaietti anteriori e posteriori | Scocca portante in acciaio in posizione di cellula centrale e telaietti anteriori e posteriori | Scocca portante in acciaio in posizione di cellula centrale e telaietti anteriori e posteriori | Scocca portante in acciaio in posizione di cellula centrale e telaietti anteriori e posteriori | Scocca portante in acciaio in posizione di cellula centrale e telaietti anteriori e posteriori |
| Sterzo | a cremagliera, lubrificato e con ammortizzatore, differenziale autobloccante con due alberi di trasmissione muniti di giunti omocinetici                                                                                  | a cremagliera, lubrificato e con ammortizzatore, differenziale autobloccante con due alberi di trasmissione muniti di giunti omocinetici                                                                                  | a cremagliera, lubrificato e con ammortizzatore, differenziale autobloccante con due alberi di trasmissione muniti di giunti omocinetici                                                                                  | a cremagliera, lubrificato e con ammortizzatore, differenziale autobloccante con due alberi di trasmissione muniti di giunti omocinetici                                                                                  | a cremagliera, lubrificato e con ammortizzatore, differenziale autobloccante con due alberi di trasmissione muniti di giunti omocinetici                                                                                  |
| Sospensioni                                                                                                  | anteriori: A ruote indipendenti a quadrilatero, molle elicoidali, ammortizzatori a gas e barra stabilizzatrice / posteriori: A ruote indipendenti a quadrilatero, molle elicoidali con doppi ammortizzatori e senza barra | anteriori: A ruote indipendenti a quadrilatero, molle elicoidali, ammortizzatori a gas e barra stabilizzatrice / posteriori: A ruote indipendenti a quadrilatero, molle elicoidali con doppi ammortizzatori e senza barra | anteriori: A ruote indipendenti a quadrilatero, molle elicoidali, ammortizzatori a gas e barra stabilizzatrice / posteriori: A ruote indipendenti a quadrilatero, molle elicoidali con doppi ammortizzatori e senza barra | anteriori: A ruote indipendenti a quadrilatero, molle elicoidali, ammortizzatori a gas e barra stabilizzatrice / posteriori: A ruote indipendenti a quadrilatero, molle elicoidali con doppi ammortizzatori e senza barra | anteriori: A ruote indipendenti a quadrilatero, molle elicoidali, ammortizzatori a gas e barra stabilizzatrice / posteriori: A ruote indipendenti a quadrilatero, molle elicoidali con doppi ammortizzatori e senza barra |
| Pneumatici                                                                                                   | Pirelli P7 205/55 VR 16 gonfiati a due bar (Anteriori) - 225/50 VR 16 (Posteriori) / Cerchi: Cerchi Speedline componibili da 16" in lega leggera                                                                          | Pirelli P7 205/55 VR 16 gonfiati a due bar (Anteriori) - 225/50 VR 16 (Posteriori) / Cerchi: Cerchi Speedline componibili da 16" in lega leggera                                                                          | Pirelli P7 205/55 VR 16 gonfiati a due bar (Anteriori) - 225/50 VR 16 (Posteriori) / Cerchi: Cerchi Speedline componibili da 16" in lega leggera                                                                          | Pirelli P7 205/55 VR 16 gonfiati a due bar (Anteriori) - 225/50 VR 16 (Posteriori) / Cerchi: Cerchi Speedline componibili da 16" in lega leggera                                                                          | Pirelli P7 205/55 VR 16 gonfiati a due bar (Anteriori) - 225/50 VR 16 (Posteriori) / Cerchi: Cerchi Speedline componibili da 16" in lega leggera                                                                          |
| Altro | | | | | |
| Lubrificazione                                                                                               | forzata a Carter secco | forzata a Carter secco | forzata a Carter secco | forzata a Carter secco | forzata a Carter secco |
| Carrozzeria                                                                                                  | in poliestere rinforzato con fibra di vetro | in poliestere rinforzato con fibra di vetro | in poliestere rinforzato con fibra di vetro | in poliestere rinforzato con fibra di vetro | in poliestere rinforzato con fibra di vetro |

## Versione da competizione

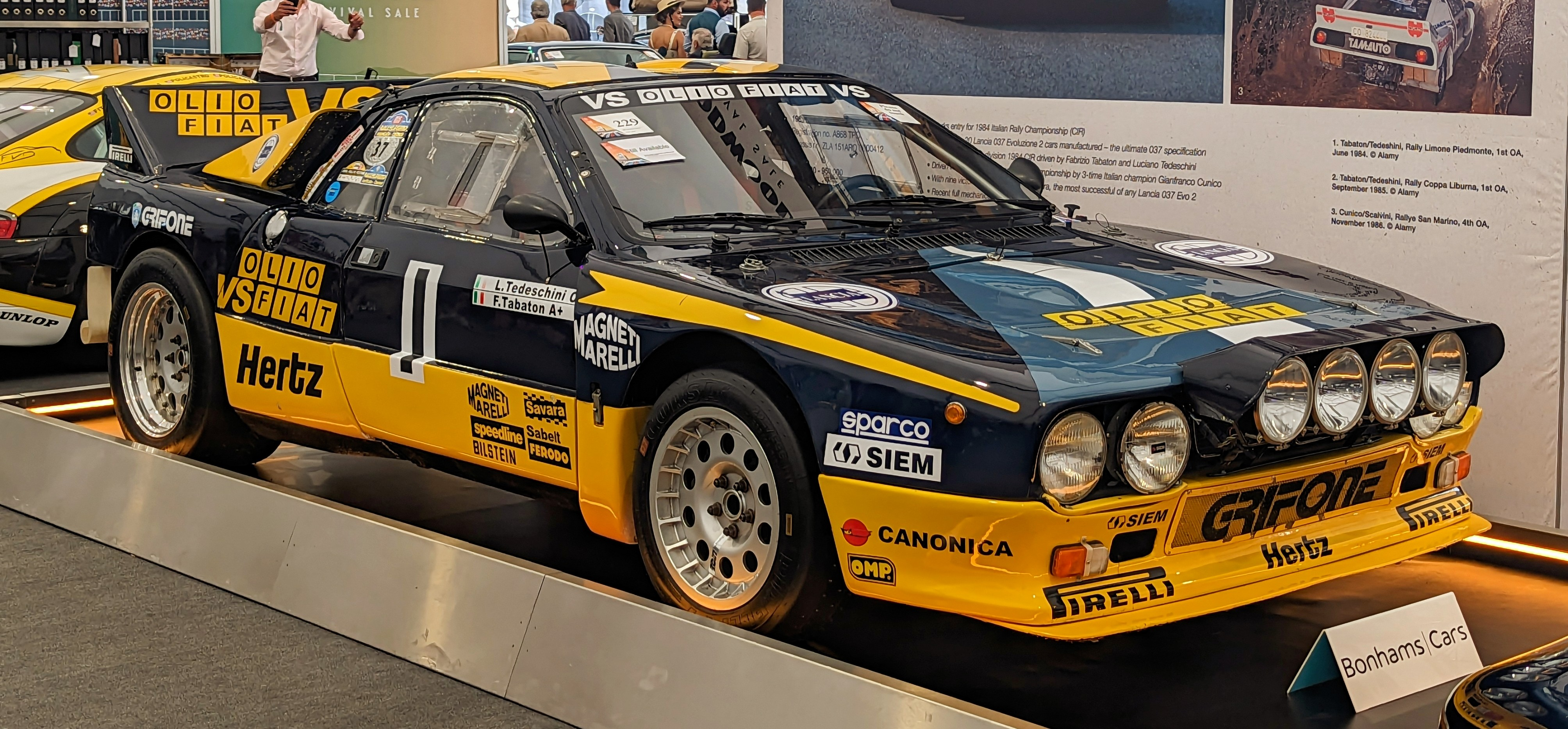
Lancia 037 Evo 2

- Corpo vettura: coupé 2 porte, 2 posti (costruzione Pininfarina). Scocca portante (derivazione Beta Montecarlo) con telaietti anteriori e posteriori in acciaio
- Carrozzeria: in resina poliestere rinforzato con fibra di vetro e autoestinguente
- Peso: 960 kg a vuoto; circa 1020 kg in ordine di marcia (il peso a vuoto può variare di circa 15/20 kg a seconda degli allestimenti necessari per ogni singola gara)
- Dimensioni: lunghezza 3890 mm, larghezza 1800 mm, altezza 1240 mm, passo 2440 mm, carreggiata anteriore 1508 mm, carreggiata posteriore 1490 mm
- Motore: Abarth tipo 232ar4 in posizione centrale disposto longitudinalmente, 4 cilindri in linea
- Cilindrata: 1995 cm³, evoluzione 2 '84 2111 cm³
- Alesaggio e corsa: 84 mm x 90 mm, evoluzione 2 '84 85 mm x 93 mm
- Coppia motrice massima: 30,5 kgm a 5000 rpm, seconda evoluzione 34 kgm a 5500 rpm
- Potenza massima: 260 CV a 7500 rpm (fino al 1000 Laghi 1982); evoluzione 1 circa 275/280 CV a 8000 rpm (dal 1000 Laghi 1982); versione Montecarlo 1983 305/310 CV a 8000 rpm; evoluzione 2 1984 325/330 CV a 8000 rpm; l'ultima versione 1985 erogava 350 CV sempre a 8000 rpm (grazie all'utilizzo di un sistema d'iniezione per raffreddare il volumetrico).
- Sovralimentazione: compressore volumetrico a lobi Roots Abarth tipo R10 (prima versione 1982) o Abarth tipo R18 (evoluzione 1 e successive) con pressione tra 0,60 e 0,90 bar, seconda evoluzione fino a 1 bar
- Lubrificazione: forzata a carter secco, filtro olio sul circuito principale con radiatore, serbatoio olio da 8 kg
- Trazione: sulle ruote posteriori
- Alimentazione: prima versione 1982 ed evoluzione 1 1982: carburatore doppio corpo Weber 40DCNVH 15/250 - evoluzione1 1983 e successive: sistema di iniezione meccanica Bosch/Kugelfischer a ghigliottine
- Distribuzione: doppio albero a camme in testa comandato mediante cinghia, quattro valvole per cilindro
- Frizione: monodisco a secco VALEO con guarnizione in metalloceramica, diametro 230 mm con comando idraulico a pedale
- Cambio: del tipo ZF modificato Abarth ad innesti frontali, cinque velocità più retromarcia
- Differenziale: del tipo ZF autobloccante a lamelle al 40 o al 75% con due semialberi di trasmissione muniti di giunti omocinetici
- Sospensioni anteriori: a ruote indipendenti con due triangoli sovrapposti, molle elicoidali coassiali, ammortizzatori a gas Bilstein e barra antirollio
- Sospensioni posteriori: identiche alle anteriori ma con doppi ammortizzatori a gas Bilstein e molle separate
- Ruote: versione terra: Cerchi Speedline monoblocco da 6"×16" sull'anteriore e da 8"×16" al posteriore in lega leggera con pneumatici Pirelli M+S radiali anteriori 185/70-16 e post 205/60-16; versione asfalto: Speedline monoblocco da 8"×15" all'anteriore e componibili da 10"×16" al posteriore con pneumatici Pirelli P7 Corsa radiali 225/595-15 anteriori e 265/40-16 o 290/660-16 posteriori
- Sterzo: a cremagliera con demoltiplicatore
- Freni: A disco autoventilati sulle quattro ruote Brembo, pinze in lega leggera Brembo-Abarth a 4 pistoncini e doppio servofreno (su vetture fino a fine 1982); freno a mano idraulico sulle ruote posteriori
- Raffreddamento: forzato con pompa e radiatore anteriore
- Accensione: elettronica a scarica induttiva Magneti Marelli AEI 200 A